# Premierzy komunistycznych państw fińskich
Chronologiczna lista szefów rządów nieuznawanych, komunistycznych państw powstałych na terenie Finlandii

## Fińska Socjalistyczna Republika Robotnicza (1918)

### Komisarze Ludowi
| Osoba | Osoba                                              | Osoba   | Kadencja         | Kadencja         | Partia polityczna | Rząd           |
| #     | Imię i Nazwisko                                    | Portret | Od               | Do               | Partia polityczna | Rząd           |
| ----- | -------------------------------------------------- | ------- | ---------------- | ---------------- | ----------------- | -------------- |
| 1     | Kullervo Manner (1880 - 1936)                      |         | 28 stycznia 1918 | 13 kwietnia 1918 | SDP               | Rząd Mannera   |
| 2     | Otto Kuusinen (1881 - 1964)                        |         | 13 kwietnia 1918 | 17 kwietnia 1918 | SDP               | Rząd Kuusinena |
| -     | Lauri Aukusti Letonmäki (1886 - 1935) (tymczasowo) |         | 17 kwietnia 1918 | 21 kwietnia 1918 | SDP               |                |
| 3     | Edvard Gylling (1881 - 1938)                       |         | 21 kwietnia 1918 | 25 kwietnia 1918 | SDP               | Rząd Gyllinga  |

## Fińska Republika Demokratyczna (1939-1940)
| Osoba | Osoba                       | Osoba   | Kadencja       | Kadencja      | Partia polityczna | Rząd           |
| #     | Imię i Nazwisko             | Portret | Od             | Do            | Partia polityczna | Rząd           |
| ----- | --------------------------- | ------- | -------------- | ------------- | ----------------- | -------------- |
| 1     | Otto Kuusinen (1881 - 1964) |         | 1 grudnia 1939 | 12 marca 1940 | SKP               | Rząd Kuusinena |